# South Portland
South Portland è una città degli Stati Uniti d'America, sita nella contea di Cumberland, nello Stato del Maine.
Il 10 settembre 2001, all'interno dell'albergo Comfort Inn presente nella città trascorsero la loro ultima notte Mohamed Atta e Abdulaziz al-Omari, due dei cinque dirottatori del volo volo American Airlines 11, schiantatosi contro la torre nord del World Trade Center durante gli attacchi terroristici dell'11 settembre 2001.